# GO! GO! NIAGARA
《GO! GO! NIAGARA》는 1976년 10월 25일에 발매된 일본의 음악가 오타키 에이이치의 세 번째 스튜디오 음반이다.

## 배경
오타키 에이이치가 자신이 DJ를 맡은 라디오 관동의 프로그램 《GO! GO! NIAGARA》를 그대로 타이틀에 올랐다. 올디스 곡을 라디오 프로그램풍으로 편집한 미국반 《Crusin'》 시리즈를 의식해 만들었다. 사와다 켄지의 곡인 〈저 아가씨 조심〉을 비롯해 가곡도 많지만, 전체적인 마무리는 조금 엉성하다. 시간과의 가혹한 싸움이 시작되고 있었다.
라이너 노트 뒤에는 "GO! GO! NIAGARA가 생기기 전까지"라는 제목으로 후쿠오 45 스튜디오에서 녹음하여 라디오 관동의 방송국에서 온에어되기까지의 흐름이 설명되어 있다. 초회반에는 가사 카드가 들어 있지 않고 가공의 라이너 노트가 게재되어 있기도 해 오타키의 프로그램을 듣지 않은 사람을 당황하게 하는 일막도 있었다.
2013년 3월 20일, 오타키와 나이아가라 레이블의 악곡이 각 음악 전달 사이트에서 일제히 전달되어 본작도 오리지널반 수록 13곡이 전달 발매되었다.

## 곡 목록
모든 곡들은 오타키 에이이치에 의해 작사/작곡하였다.
| #  | 제목                                                                                      | 재생 시간 |
| -- | ----------------------------------------------------------------------------------------- | --------- |
| 1. | 〈GO! GO! Niagara 테마〜Dr. Kaplan's Office (GO!GO!Niagaraのテーマ〜Dr.Kaplan's Office)〉 | 0:51      |
| 2. | 〈취미 취미 음악 (趣味趣味音楽)〉                                                         | 3:10      |
| 3. | 〈저 아가씨 조심 (あの娘に御用心)〉                                                       | 4:03      |
| 4. | 〈징글; 베이스볼 (ジングル；ベースボール)〉                                               | 0:23      |
| 5. | 〈사랑의 폭포 건너기 (こいの滝渡り)〉                                                     | 3:20      |
| 6. | 〈이럴 때, 그 딸이 있어 준다면 나야 (こんな時、あの娘がいてくれたらナァ)〉                | 4:24      |

| #  | 제목                                                        | 재생 시간 |
| -- | ----------------------------------------------------------- | --------- |
| 1. | 〈징글; 월요일 밤의 연인에게 (ジングル；月曜の夜の恋人に)〉 | 0:42      |
| 2. | 〈바늘 자르기 사나이 (針切り男)〉                           | 3:09      |
| 3. | 〈싱글벙글 웃으며 (ニコニコ笑って)〉                        | 1:44      |
| 4. | 〈징글; 나이아가라 마치 (ジングル；ナイアガラ・マーチ)〉    | 0:32      |
| 5. | 〈Cobra Twist〉                                             | 2:00      |
| 6. | 〈오늘 밤이야말로 (今宵こそ)〉                              | 3:43      |
| 7. | 〈다시 GO! GO! Niagara 테마 (再びGO!GO!Niagaraのテーマ)〉   | 2:42      |